# Nobuta o produce
Nobuta o produce (野ブタ。をプロデュース?, Nobuta o purodyūsu) letteralmente Produrre Nobuta, è un dorama stagionale autunnale prodotto e trasmesso nel 2005 a cura di NTV in 10 puntate da 46 minuti l'una, tranne la prima che dura un'ora ed uno Special di presentazione che precede l'intera serie. È inedito in Italia.
Si basa sul romanzo omonimo dello scrittore Gen Shiraiwa, che fu in patria un bestseller di successo appena pubblicato nel 2004. L'autore ebbe ad affermare che s'ispirò al fenomeno delle Morning Musume, gruppo J-pop tutto al femminile in cui per l'appunto ragazze del tutto normali diventano di colpo famose, proprio quello che i due ragazzi protagonisti vogliono far diventare l'amica Nobuta.
La storia segue la vita di tre studenti delle superiori: Shūji e Akira sono due adolescenti che frequentano il locale liceo cittadino, non potrebbero essere tra loro più differenti (sia nel carattere che nell'esteriorità), ma dovranno collaborare per cercare di trasformare la nuova compagna di classe Nobuko da timida, chiusa in sé stessa ed impaurita qual è, nella ragazza più popolare della scuola. L'impresa è irta di difficoltà ma loro non demordono tanto facilmente dall'intento che si sono prefissati.

## Trama
La vicenda viene raccontata in prima persona attraverso gli occhi del protagonista, come fosse tutto un lontano ricordo riguardante la sua giovinezza ma grazie al quale riuscì a cambiare la direzione della propria vita.
Shuji è tra i ragazzi più popolari del suo liceo, sempre pronto e disponibile, affabile con tutti e desideroso di compiacere il prossimo (forse anche troppo per esser completamente sincero). Fidanzato con Mariko, una delle ragazze più ammirate e stimate, che però sembra non amare veramente.
Akira invece, suo compagno di classe, è un tipo stravagante e senza alcun amico, in definitiva un solitario, anche se un espansivo ed estroverso di carattere: ciò è attribuibile al fatto che non riesce a legare immerso com'è in un ambiente di pura superficialità, con gente che sembra basarsi solo sulle apparenze e nient'altro.
Un giorno Nobuko, una ragazza timida e spaurita, si trasferisce nella loro scuola: viene subito presa di mira da un gruppetto di ragazze. Lei subisce, non sembrando aver né la forza né il coraggio d'opporsi alla prevaricazione e al bullismo. Shuji ed Akira, stranamente incrociatisi, decidono assieme di provar a far qualcosa per aiutare Nobuko: la vogliono far diventare popolare, la migliore e la più bella, a dispetto di tutte quelle altre che la trattano male. Da Nobuko riusciranno a produrre Nobuta, realizzeranno il Nobuta Power.
I vari episodi si snodano lungo gli avvenimenti quotidiani dei 3, ed hanno a che fare coi tentativi dei 2 ragazzi per render Nobuko più attraente agli occhi dei compagni. Nel frattempo, un misterioso ed inquietante personaggio tenta subdolamente di vanificare tutti gli sforzi da loro intrapresi. Ma il terzetto non molla e tira via diritto per la sua strada, superando sempre con ingegno le varie prove che gli vengono messe davanti (dal destino e dagli umani), per intralciar loro il cammino.
Shuji si troverà da un certo momento in poi a dover fare anche i conti con la sua perdita di popolarità, dopo esser stato colto in fallo a mentire a Mariko, e poi per non aver assistito un compagno di classe mentre questi veniva picchiato per strada da alcuni teppisti. Nonostante ciò oramai Shuji ha preso coscienza che, qualunque cosa possa mai accadergli, avrà sempre al suo fianco e non perderà mai gli unici e soli veri amici che abbia mai avuto, e cioè Akira e Nobuko. Rimarranno sempre lì per lui pronti a sostenerlo.
Si verrà infine a sapere che la persona che li sabotava altri non era che Aoi, la prima amica che Nobuta avesse mai avuto: e qui si aprirà un altro dilemma per i 2, riguardante l'amicizia e la sincerità.
Nell'episodio finale, Shuji viene a sapere che la sua famiglia si dovrà spostare in un'altra città per motivi inerenti al lavoro del padre: sarà costretto quindi a lasciare Tokyo e trasferirsi ma Akira lo segue trasferendosi anche lui nell'identica scuola di Shuji. Nel frattempo Nobuko, divenuta ormai Nobuta, è lasciata sola a Tokyo: ma ormai ha risolto i suoi problemi di timidezza e può anche fare a meno dei suoi "cavalieri". È finalmente in grado di sorridere al cielo e al mondo intero. Divenuta anche molto popolare tra gli altri studenti, non è più vittima di scherzi e prese in giro.
Il finale mostra come i nostri 3 protagonisti siano in grado, ognuno nel proprio contesto e col proprio peculiare carattere, di vivere sinceramente ed apertamente alla luce del sole senza compromessi sociali ipocriti e fasulli. Questo dopo aver appreso l'autentico significato delle parole amicizia e amore.

## Protagonisti
- Shūji Kiritani (桐谷 修二?, Kiritani Shūji), interpretato da Kazuya Kamenashi

Tratta ogni cosa nella vita proprio come fosse un gioco senza importanza, quindi la vive in definitiva come una grossa bugia. Egli ritiene inizialmente che, mantenendo intatta la sua facciata "cool", abbia più possibilità di passar indenne lungo le avversità ed imposizioni della vita; sceglie così di nascondere interamente la propria reale personalità, ma nell'interiorità di se stesso è sempre stato una persona sola ed isolata nell'Anima che si tiene tutto dentro.
Pur non amando la bella e gentile Mariko, continua però a pranzare con lei ogni giorno, scambiandosi anche i bentō a volte. Schiavo delle apparenze, segue quel proprio 'tran tran' di finzione accuratamente deciso e voluto; questo almeno fino al giorno in cui non si troverà coinvolto nelle vite di Akira e Nobuka: sarà costretto a gettar definitivamente la maschera indossata fino ad allora, vivendo onestamente con se stesso.
Comprende col tempo sempre più che riesce ad esser e sentirsi pienamente se stesso solo quando si trova in compagnia dei suoi due eccentrici compagni di classe; arriva a considerare i due come gli unici amici veri che abbia mai avuto. Mettendo le aspettative altrui sempre davanti alle proprie, come finora ha fatto, non ha mai avuto il potere di dir di no (cosicché la sua autentica natura è rimasta celata); d'ora in poi invece imparerà a ribellarsi alla situazione in cui si trova, se ciò lo richiede.
- Akira Kusano (草野 彰?, Kusano Akira), interpretato da Tomohisa Yamashita

Trova sempre qualche modo per urtar "amichevolmente" i nervi a Shuji, per la sua goffaggine e indecisione; nonostante ciò si troveranno ben presto ad aver un obiettivo in comune. Il suo forte senso di giustizia a volte si contrappone con l'amico preoccupato per le apparenze e desideroso di mantener sopra ogni altra cosa l'equilibrio con l'ambiente circostante.
Egli non ha la minima intenzione di seguir le orme del padre, presidente di una grande società e, proprio per vivere libero dalle imposizioni, s'è trasferito in casa d'un vecchio amico di famiglia, Ippei, il quale possiede una bancarella che vende tofu. Egli è di fatto ed essenzialmente uno spirito libero, di quelli rappresentati da Nietzsche (che si trova anche a citare proprio nel 1º episodio) che sceglie di vivere la propria esistenza come "100Yen gettati per strada" (come lui dice) e goder pienamente della propria giovinezza, fino a che questa c'è, anche a costo di ribellarsi ai desideri paterni.
Segretamente è innamorato di Nobuka, ma la sua amicizia con Shuji oltrepasserà anche l'amore; non persegue i suoi sentimenti d'affetto nei confronti della ragazza ben sapendo che non sarà in grado di renderla felice. Di buon carattere, pronto a dimenticare e perdonare, fintanto che conserva la sua amicizia con Shuji e Nobuko. Il suo "kon-kon" imita il verso di Lamù.
- Nobuko Kotani (小谷 信子?, Kotani Nobuko), interpretata da Maki Horikita

Una ragazza terribilmente timida, dopo esser stata rifiutata dal patrigno quand'era ancora una bambina. A seguito di questo trauma affettivo, prova difficoltà a relazionarsi col prossimo ed è stata costantemente vittima d'esclusione. Anche per questo motivo sembra esser diventata cinica e nichilista. Lei crede inizialmente che non importi poi molto dove ci si trovi o quanta volontà si abbia ché, alla fine il mondo troverà sempre il modo di rifiutarti.
Taciturna, non si considera per nulla attraente ma, con l'aiuto e l'incoraggiamento di Shuji ed Akira (fino ad arrivar a considerarli come le 2 persone più importanti che abbia mai avuto), comincerà un po' alla volta ad aprirsi maggiormente agli altri. Alla fine avrà raccolto abbastanza fiducia in sé stessa per riprendere a sorridere, anche senza di loro.
- Mariko Uehara (上原 まり子?, Uehara Mariko), interpretata da Erika Toda

Studentessa di successo della 2-A e battitrice della squadra di basket femminile dell'istituto di cui è capitano; porta il pranzo a Shūji ogni giorno, il che dimostra la sua determinazione nell'ottener il suo amore. Sebbene delusa quando viene a scoprire che in realtà egli non ricambia affatto i suoi sentimenti, inizia ad accettarlo così per com'è, non per quello che in precedenza voleva far vedere.
Anche se ufficialmente non appartiene al "team" impegnato a produrre Nobuta risulterà indispensabile nel contribuire alla sua realizzazione: al termine della serie avrà sviluppato una sincera e solida amicizia con Nobuko.

### Familiari
- Satoru Kiritani (桐谷 悟 ?, Kiritani Satoru), interpretato da Takashi Ukaji

Padre di Shūji, dipendente d'azienda. Marito devoto, si occupa dei figli e della casa mentre la moglie è in viaggio.
- Nobuko Kiritani (桐谷 伸子?, Kiritani Nobuko), interpretata da Kanako Fukaura

Madre di Shūji. È una donna in carriera sempre in viaggio in giro per il mondo.
- Kōji Kiritani (桐谷 浩二?, Kiritani Kōji), interpretato da Yūto Nakajima

Fratello minore di Shūji.
- Kotani Shigeru, interpretato da Masayuki Ito

Nuovo marito della madre di Nobuko e quindi suo patrigno.
- Shoichi Kurano, interpretato da Takeshi Masu

Padre di Akira, un importante uomo d'affari presidente d'una grande società e miglior amico di Ippei. Ha un rapporto complicato e non sereno col figlio.

### Insegnanti del liceo Sumida
- Takeshi Yokoyama (横山 武士?, Yokoyama Takeshi), interpretato da Yoshinori Okada

Professore di lettere. Ha il tic di tirarsi sempre su la cinta dei pantaloni e in gioventù ha scritto dei libri di poesia.
- Saotome/Sebastian, interpretato da Yuichi Kimura

Professore di ginnastica. Corpulento, tozzo e calvo, non riesce mai a "leggere prima di comprare" al Goyokudang. Non accetta di sposarsi per poter continuare ad accudir l'anziana madre.
- Yoko Sada/Catherine (佐田 杳子/キャサリン?, Sada Yoko/Catherine), interpretata da Mari Natsuki

La vice preside ed insegnante d'arte. Entra a scuola scavalcando i tetti, Nobuko la soprannomina "lo spirito di un corvo"; ha un'apparenza un po' stregonesca..
- Erika Yanagita
- Yasuo Iehara, interpretato da Fuwa Mansaku

Il preside.
- Kuroki Hiroko, interpretata da Takuma Seiko:

Insegnante di matematica.

#### Altri
- Ippei Hirayama (平山 一平?, Hirayama Ippei), interpretato da Katsumi Takahashi

Gestisce una tavola calda che vende tofu. Ospita Akira in casa sua; è un tipo sempre allegro ed ottimista e fa da "zio" al ragazzo.
- Delphine, il proprietario del Goyokudang  interpretato da Kiyoshiro Imawano

Ha un negozio di libri usati nei pressi della scuola a cui permette di "leggere prima di compre" solo alle persone di bell'aspetto, come dice il cartello in bella mostra all'ingresso. È anche uno scrittore che ha già pubblicato in proprio vari romanzi.

### Classe 2B
- Aoi Kasumi, interpretata da Rumi Hiiragi

Quella che si rivelerà col tempo esser l'antagonista principale della storia, anche se verrà in seguito smascherata.
- Toshiaki Hasegawa (Keisuke Watanabe)

Fa parte del duo chiamato "I Destiny".
- Kozue Bandō (坂東 梢?, Bandō Kozue), interpretata da Fumiko Mizuta

Si trucca pesantemente e crede pertanto di essere la più bella della scuola, ma il proprietario del Goyokudang non è d'accordo. Prende di mira Nobuko fin dal primo giorno.
- Misa Inoue (井上 美咲?, Inoue Misa), interpretata da Honami Tajima

Congeniale a tutti per la sua personalità delicatamente luminosa, ha la passione per il karaoke.
- Akaishi, Naoki Tanoue
- Toshiaki Kondo (近藤 利晃?, Kondo Toshiaki), interpretato da Tomu Suetaka

Appartiene al duo comico Destiny
- Nami Saeki (佐伯 奈美?, Saeki Nami), interpretata da Akiko Oki
- Shingo Tezuka, interpretato da Tsuyoshi Hirose

Un tipo alquanto strano, soprannominato "lo scarabeo".
- Hiroshi Yoshida (吉田 浩?, Yoshida Hiroshi), interpretato da Ishii Tomoya

È nel gruppo di amici di Shūji.
- Kenta Taniguchi, interpretato da Shunsuke Daitō)
- Shittaka, interpretato da Ryuuya Wakaba

Ad un certo punto sembrerà provar una certa attrazione per Nobuta.
- Endo Bunta, interpretato da Kazuma Yamane

Uno dei leader della classe. Porta costantemente i csapelli rasati ed è bravo a far acrobazie
- Mai Miyazawa - Koishi
- Takaaki Iida - Kawai
- Mayuko Tate - Kimura
- Wataru Kawaguchi - Tôdai
- Aoi Miura - Takada
- Yukina Takase - Numata
- Natsuko Oki - Nomura
- Yuino Saito - Hashimoto
- Takeshi Toyooka - Fukuura
- Natsuko Tatsumi - Miyasato
- Masaaki Tatsuzawa - Yazawa
- Eric Masahira - James
- Ryoko Masujima - Hitomi
- Yasuhisa Furuhara - Takuzo
- Miku Wakusawa - Chie
- Juri Ihata (ep. 1-5)
- Kazuhito Tomikawa (ep. 3)

## Episodi
La serie è composta in totale da 10 episodi, più uno di presentazione che ha introdotto la 1ª puntata in cui i principali interpreti vengono intervistati e partecipano a vari giochi da 'talk show'.
| Stagione       | Episodi | Prima TV Giappone | Prima TV Italia |
| -------------- | ------- | ----------------- | --------------- |
| Prima stagione | 10      | 2005              | inedita         |

## Colonna sonora
Il tema musicale della serie è il brano Seishun Amigo di Shūji to Akira, uno speciale duo formato da Kazuya Kamenashi dei KAT-TUN e Tomohisa Yamashita dei NEWS, il cui nome deriva da quello dei personaggi che interpretano nella serie.